# Nodulo (anatomia)
In medicina viene identificato con il termine nodulo (dal latino nodŭlus, diminutivo di nodus cioè «nodo») una struttura di forma relativamente sferica, che può essere vista ad occhio nudo o essere riconosciuta al microscopio ottico.
I noduli possono essere presenti in casi fisiologici, come ad esempio:
- nel cuore; un esempio sono i noduli di Aranzio;
- nel sistema linfatico: un esempio sono i noduli linfatici;
- nel cervelletto: un esempio è il nodulo del verme.

Essi possono formarsi anche in seguito a patologie. Ad esempio:
- noduli polmonari, in seguito all'addensamento di molteplici tubercoli (es. durante tubercolosi);
- noduli nello spessore di tendini e muscoli (es. in conseguenza ad una lesione);
- noduli delle corde vocali (es. in conseguenza al continuo sollecitamento meccanico di queste);
- noduli leprosi della cornea (es. in conseguenza ai granulomi tipici della lebbra);
- noduli della tiroide (es. in conseguenza ad episodi di tireotossicosi);
- nodulo mammario;
- nodulo di Sister Mary Joseph;
- nodulo di Copeman, che interessa il tessuto adiposo;

Solitamente, i noduli sono benigni e spesso asintomatici, sebbene possano influire negativamente sul funzionamento dell'organo interessato. Alcuni noduli sono anche definiti incidentalomi.